# Tipula (Yamatotipula) nigrolamina
Tipula (Yamatotipula) nigrolamina is een tweevleugelige uit de familie langpootmuggen (Tipulidae). De soort komt voor in het Palearctisch gebied.